# Jean-Philippe Blondel
Jean-Philippe Blondel (geboren 16. Oktober 1964 in Troyes) ist ein französischer Schriftsteller.       

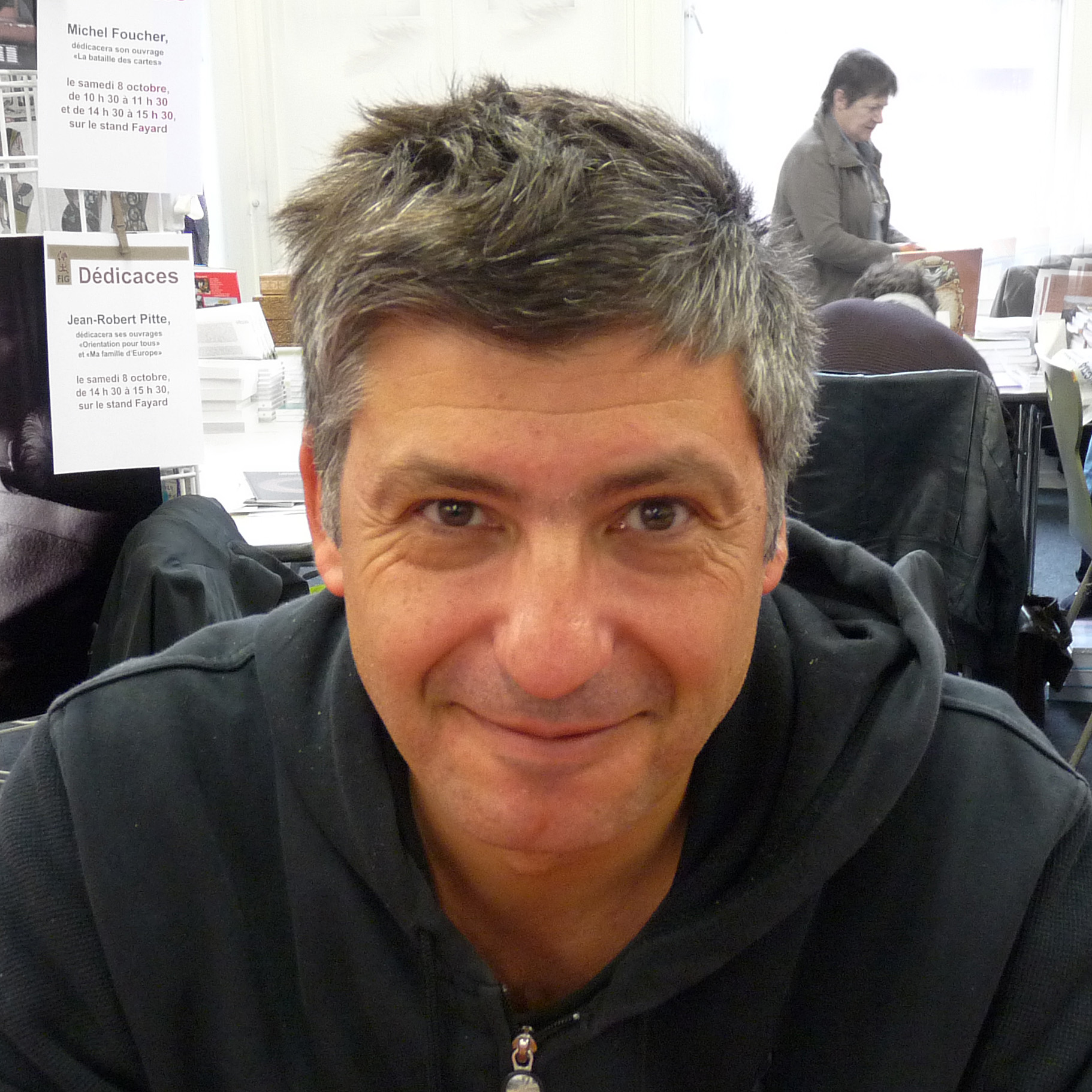
Jean-Philippe Blondel (2011)

## Leben
Jean-Philippe Blondel studierte Lehramt und machte 1987 einen Magister in Englisch. Er arbeitet seit 1990 als Englischlehrer an einem Gymnasium in Troyes und am Institut universitaire de technologie de Troyes. 1998 erhielt er die Agrégation. Als Schriftsteller hat er seit 2003 eine Reihe Romane und mehrere Jugendbücher veröffentlicht.
Er erhielt 2008 den „Prix Charles Exbrayat“ und 2011 den „Prix Amerigo Vespucci Jeunesse“.

## Werke (Auswahl)
- Accès direct à la plage. Delphine Montalant, Thiercelieux 2003
  - Direkter Zugang zum Strand. Roman. Übers. Monika Buchgeister. Piper, München 2015
- 1979. Delphine Montalant, Thiercelieux 2004
- This is not a love song, Robert Laffont, Paris 2007
  - This is not a love song. Roman. Übers. Anne Braun.[2] Deuticke, Wien 2016 ISBN 978-3-552-06293-1
- A contretemps. Robert Laffont, Paris 2009
- Le baby-sitter. Buchet-Chastel, Paris 2010
- G229. Buchet-Chastel, Paris 2011
- Blog. Actes Sud junior (Romans ADO), Arles 2010
- Et rester vivant. Buchet-Chastel, Paris 2011
  - Zweiundzwanzig. Roman. Übers. Sophia Hungerhoff. Mare, Hamburg 2014
- 06h41 : roman. Buchet-Chastel, Paris 2012
  - 6 Uhr 41. Roman. Übers. Anne Braun. Deuticke, Wien 2014 ISBN 978-3-552-06255-9
- Double jeu. Actes Sud, 2013
- Un hiver à Paris. Buchet, 2014
  - Ein Winter in Paris. Roman. Übers. Anne Braun. Deuticke, Wien 2018 ISBN 978-3-552-06377-8
- La Coloc. Actes Sud, 2015
- Mariages de saison. Buchet, 2016
  - Die Liebeserklärung. Übers.: Anne Braun. Paul Zsolnay, Wien 2017
- Le Groupe. Actes Sud, 2017